# SVK (logiciel)
Pour les articles homonymes, voir SVK.
Svk est un logiciel de gestion de versions décentralisé écrit en  Perl. Il utilise le système de fichiers de Subversion avec des fonctionnalités supplémentaires.
C'est un logiciel libre distribué selon les termes de la licence GNU GPL.

## Fonctionnalités
SVK possède les fonctionnalités suivantes en plus de celles de Subversion :
- Utilisation des opérations "checkin", "log" et "merge" en mode déconnecté.
- Création de branches distribuées.
- Des algorithmes de fusion avancés, comme "star-merge" et "cherry picking".
- Signature et vérification de l'ensemble des modifications archivées.
- Peut être utilisé comme miroir et gérer les dépôts de logiciels comme Subversion, Perforce et CVS.